# 梅氏擬鱥
梅氏擬鱥（学名：Pseudophoxinus maeandri）是輻鰭魚綱鯉形目雅羅魚科擬鱥屬的其中一個種，被IUCN列為瀕危保育類動物，該物種主要分布於亞洲土耳其，體長可達7公分，棲息在溪流、湖泊中底層水域，因棲地破壞，造成族群數量減少。